# Томчиці (Великопольське воєводство)
Томчиці (пол. Tomczyce) — село в Польщі, у гміні Ґоланьч Вонґровецького повіту Великопольського воєводства.
Населення — 195 осіб (2011).
У 1975-1998 роках село належало до Пільського воєводства.

## Демографія
Демографічна структура станом на 31 березня 2011 року:
|          | Загалом | Допрацездатний вік | Працездатний вік | Постпрацездатний вік |
| -------- | ------- | ------------------ | ---------------- | -------------------- |
| Чоловіки | 95      | 28                 | 59               | 8                    |
| Жінки    | 100     | 29                 | 53               | 18                   |
| Разом    | 195     | 57                 | 112              | 26                   |